# Andrea Miklós
Andrea Miklós (* 17. April 1999 in Cluj-Napoca) ist eine rumänische Sprinterin, die sich auf den 400-Meter-Lauf spezialisiert hat.

## Sportliche Laufbahn
2015 nahm Miklós an den U18-Weltmeisterschaften in Cali teil, bei denen sie über 400 Meter den siebten Platz erreichte. Kurze Zeit später siegte sie beim Europäischen-Olympischen-Jugendfestival über dieselbe Distanz. Ihren bis dahin größten Erfolg schaffte Miklós bei den Hallenweltmeisterschaften in Portland, als die rumänische Staffel (Adelina Pastor, Mirela Lavric, Andrea Miklós, Bianca Răzor) hinter den Teams aus den Vereinigten Staaten und Polen 3:31,51 min die Bronzemedaille gewann. Bei den Europameisterschaften 2016 in Amsterdam wurden die Rumäninnen in 3:30,63 min Achte. Im Juli siegte sie bei den erstmals ausgetragenen U18-Europameisterschaften in Tiflis in 52,70 s über 400 Meter. Danach nahm sie an den Olympischen Spielen in Rio de Janeiro mit der rumänischen Staffel teil, wo sie mit 3:29,87 min aber nicht das Finale erreichten. 2017 gewann Miklós bei den U20-Europameisterschaften in Grosseto in 52,31 s die Silbermedaille im 400-Meter-Lauf hinter der Ukrainerin Anastassija Bryshina. Bei den U20-Weltmeisterschaften 2018 in Tampere gewann Miklós in neuer persönlicher Bestzeit von 52,07 Sekunden die Silbermedaille hinter der Inderin Hima Das. Damit qualifizierte sie sich auch für die Europameisterschaften, bei denen sie bis in das Halbfinale gelangte und dort mit 52,49 s ausschied, während sie mit der 4-mal-400-Meter-Staffel in 3:32,15 min den siebten Platz belegte. Im Jahr darauf schied sie bei den Halleneuropameisterschaften in Glasgow mit 53,87 s in der ersten Runde aus und gewann anschließend bei den U23-Europameisterschaften in Gävle in 52,66 s die Bronzemedaille hinter der Polin Natalia Kaczmarek und Lada Vondrová aus Tschechien. Zudem schied sie mit der 4-mal-100-Meter-Staffel mit 45,96 s im Vorlauf aus. 2020 siegte sie bei den Balkan-Hallenmeisterschaften in Istanbul in 52,64 s über 400 Meter und auch ein Jahr später siegte sie bei den Hallenmeisterschaften ebendort in 51,92 s. Anschließend erreichte sie bei den Halleneuropameisterschaften in Toruń das Finale und klassierte sich dort mit 52,10 s auf dem sechsten Platz. Über die Weltrangliste qualifizierte sie sich zunächst für die Teilnahme an den Olympischen Sommerspielen in Tokio, konnte dort verletzungsbedingt aber nicht starten.
2023 siegte sie bei zwei Meetings der World Athletics Continental Tour auf Bronze-Nivaeu, ehe sie bei der 2. Liga der Team-Europameisterschaft im Zuge der Europaspiele in Chorzów in 50,67 s Erste wurde und sicherte sich damit ligenübergreifend die Bronzemedaille hinter der Niederländerin Femke Bol und Natalia Kaczmarek aus Polen. Zudem wurde sie mit der Mixed-Staffel in 3:14,83 min Zweite. Anschließend siegte sie in 51,75 s bei den Balkan-Meisterschaften in Kraljevo, ehe sie bei den Weltmeisterschaften in Budapest mit 50,77 s im Halbfinale ausschied. Im Jahr darauf schied sie bei den Hallenweltmeisterschaften in Glasgow mit 51,83 s im Halbfinale aus und im Juni belegte sie bei den Europameisterschaften in Rom in 50,71 s den fünften Platz. Im August schied sie bei den Olympischen Sommerspielen in Paris mit 50,78 s im Halbfinale aus. 2025 wurde sie bei der 2. Liga der Team-Europameisterschaft in Maribor in 51,35 s Vierte über 400 Meter und gelangte mit der Mixed-Staffel in 3:14,71 min auf den dritten Platz hinter den Teams aus Norwegen und der Slowakei. Anschließend gewann sie bei den Balkan-Meisterschaften in Volos in 51,53 s die Silbermedaille über 400 Meter hinter der Kroatin Veronika Drljačić und belegte in 23,54 s den fünften Platz über 200 Meter.
In den Jahren 2018 und 2019 sowie 2023 und 2024 wurde Miklós rumänische Meisterin im 400-Meter-Lauf im Freien sowie von 2018 bis 2021 und 2023 auch in der Halle. Zudem wurde sie 2024 auch Landesmeisterin im 200-Meter-Lauf.

## Persönliche Bestleistungen
- 200 Meter: 23,54 s (+0,7 m/s), 27. Juli 2025 in Volos
- 400 Meter: 50,54 s, 5. August 2024 in Paris
  - 400 Meter (Halle): 51,11 s, 23. Februar 2023 in Madrid